# 헤일로 별
헤일로 별(Halo star)은  은하 헤일로에 위치한 항성이다.

## 같이 보기
- 은하 헤일로
- 항성 운동학